# 玻利維亞合鰓魚
玻利維亞合鰓魚為輻鰭魚綱合鰓目合鰓魚科的其中一種，分布於南美洲玛代拉河流域，體長可達100公分，會掘洞而居。